# Betty Compton
Betty Compton, geboren als Violet Halling Compton (Sandown, 13 mei 1904 – New York, 12 juli 1944), was een Britse zangeres en actrice, die in 1933 trouwde met Jimmy Walker, de burgemeester van New York (1933-1941, gescheiden).

## Biografie
Ze verhuisde met haar ouders naar Canada toen ze zeven jaar oud was. Ze studeerde zang in New York bij Estelle Liebling.
Als lid van de Ziegfeld Follies verscheen ze in de oorspronkelijke toneelproductie van Funny Face (1927) naast Fred Astaire en Adele Astaire, evenals in Oh, Kay! in 1926.
Compton trouwde op 16 februari 1931 met filmdialoogregisseur Edward D. Dowling in Cuernavaca (Mexico), en ze scheidden in die stad op 20 maart 1931. Ze had in 1923 een scheiding gekregen uit een eerder huwelijk. Ze trouwde met Walker op 18 april 1933 in het Franse Cannes. Op 11 mei 1942 trouwde Compton in Jersey City met raadgevend ingenieur Theodore Knappen. Dat was haar vierde huwelijk. Zij en Knappen hadden een zoon, Theodore Compton Knappen. Zij en Walker adopteerden een zoon, James J. Walker II, en een dochter, Mary Ann Walker.

## Overlijden
Betty Compton overleed in juli 1944 op 40-jarige leeftijd aan de gevolgen van borstkanker in het Doctors Hospital in Manhattan. Ze had drie kinderen.